# Dia Internacional de la Preservació de la Capa d'Ozó

El forat de la capa d'Ozó sobre l'Hemisferi Sud des de 1957 fins a 2001

El Dia Internacional de la Preservació de la Capa d'Ozó o Dia de la Capa d'Ozó se celebra cada any el 16 de setembre, proclamat per l'Assemblea General de les Nacions Unides. En aquest dia es convida a tots els Estats que el dediquin a la promoció d'activitats relacionades amb els objectius del Protocol de Montreal, relatiu a les substàncies que destrueixen la capa d'ozó, i les seves esmenes. La capa d'ozó, és una capa fràgil de gas situada a l'estratosfera que protegeix a la Terra de la part nociva dels rajos solars, i per tant, ajuda a preservar la vida al planeta.

## Història
El 19 de desembre de 1994 l'Assemblea General de les Nacions Unides va proclamar el 16 de setembre com Dia Internacional de la Preservació de la Capa d'Ozó, en commemoració del dia en què va firmar-se el Protocol de Montreal relatiu a les substàncies que destrueixen la capa d'ozó l'any 1987. Aquest dia internacional se celebra des de 1995. L'eliminació dels usos controlats de les substàncies que destrueixen l'ozó estratosfèric i les reduccions connexes no solament han ajudat a protegir la capa d'ozó per a la generació actual i les futures, sinó que també han contribuït enormement a les iniciatives mundials dirigides a fer front al canvi climàtic; així mateix, han protegit la salut humana i els ecosistemes reduint la radiació ultraviolada nociva que arriba a la Terra.

## Temes Anuals
| Any  | Tema |
| ---- | --- |
| 2015 | L'ozó: tot allò que hi ha entre tu i els raigs UV                                                                                |
| 2014 | Protecció de la capa d'ozó: La missió segueix dempeus Arxivat 2015-09-26 a Wayback Machine. (anglès)                             |
| 2013 | Una atmosfera saludable és el futur que volem Arxivat 2015-09-26 a Wayback Machine. (anglès)                                     |
| 2012 | Protegint la nostra atmosfera per a les generacions futures Arxivat 2015-09-26 a Wayback Machine. (anglès)                       |
| 2011 | L'eliminació dels hidroclorofluorocarbons presenta una oportunitat singular Arxivat 2015-09-26 a Wayback Machine. (anglès)       |
| 2010 | Protecció de la capa d'ozó: l'enfortiment de la governança i el seu compliment Arxivat 2015-09-26 a Wayback Machine. (anglès)    |
| 2009 | Participació universal: la protecció de l'ozó unifica al món Arxivat 2015-09-26 a Wayback Machine. (anglès)                      |
| 2008 | El Protocol de Montreal - Associació mundial per tal d'obtenir beneficis mundials Arxivat 2010-09-03 a Wayback Machine. (anglès) |
| 2007 | Celebrant 20 anys de progrés Arxivat 2015-09-26 a Wayback Machine. (anglès)                                                      |
| 2006 | Protegir la capa d'ozó és salvar la vida a la Terra Arxivat 2015-09-26 a Wayback Machine. (anglès)                               |
| 2005 | Protegeix la capa d'ozó, protegeix-te del sol! Arxivat 2010-09-03 a Wayback Machine. (anglès)                                    |
| 2004 | Salvem el nostre cel: Un planeta respectuós amb l'Ozó, la nostra fita Arxivat 2010-09-03 a Wayback Machine. (anglès)             |
| 2003 | Salvem el nostre cel: fem-ho pels nens! Arxivat 2010-09-03 a Wayback Machine. (anglès)                                           |
| 2002 | Salvem el nostre cel: protegeix-te; protegeix la capa d'ozó Arxivat 2010-09-03 a Wayback Machine. (anglès)                       |
| 2001 | Salvem el nostre cel: Protegeix-te a tu mateix; Protegeix la capa d'ozó Arxivat 2016-03-03 a Wayback Machine. (anglès)           |
| 2000 | Salvem el nostre cel: Protegeix-te a tu mateix; Protegeix la capa d'ozó Arxivat 2016-03-04 a Wayback Machine. (anglès)           |
| 1999 | Salvem el nostre cel: Sigues respectuós amb l'Ozó Arxivat 2016-03-04 a Wayback Machine. (anglès)                                 |
| 1998 | Salvem el nostre cel: There is a hole lot more to do for our children Arxivat 2016-03-03 a Wayback Machine. (anglès)             |